# Gabriel Bortoleto
Gabriel Bortoleto Oliveira (ur. 14 października 2004 w São Paulo) brazylijski kierowca wyścigowy. Mistrz FIA Formuły 3 z sezonu 2023 i mistrz FIA Formuły 2 w sezonie 2024. Od sezonu 2025 kierowca zespołu Kick Sauber w Formule 1.
Bortoleto to były członek akademii juniorskiej McLarena. Jest również wspierany przez Fernando Alonso.

## Kariera wyścigowa

### FIA Formuła 3
W 2023 roku w barwach Tridentu zdobył mistrzostwo Formuły 3. Przez cały sezon charakteryzował się regularnością, nie punktował jedynie w trzech wyścigach. Wygrywał dwukrotnie. Miało to miejsce w Bahrajnie oraz Australii. Na podium łącznie stawał sześciokrotnie.

### FIA Formuła 2
W kolejnym sezonie przeszedł do zespołu Invicta Racing. Już w pierwszym weekendzie wyścigowym na torze Sakhir odniósł pierwszy sukces w postaci zdobytego pole position do wyścigu głównego. W kolejnych dwóch rundach nie zdobył punktów, docierając do mety w jedynie jednym z czterech wyścigów. Przełamanie nastąpiło na torze Imola, gdzie w wyścigu głównym zdobył swoje pierwsze podium, zajmując drugie miejsce. W siódmej rundzie na torze Red Bull Ring wygrał po raz pierwszy. W całym sezonie wygrał jeszcze dwukrotnie i osiem razy stawał na podium. 
Dzięki regularnemu punktowaniu ukończył sezon na pierwszy miejscu, z przewagą 22,5 punktu nad drugim w klasyfikacji generalnej Isackiem Hadjarem. Jest drugim po Felipe Drugovichu Brazylijczykiem który został mistrzem FIA Formuły 2. Jest pierwszym kierowcą, który rok po roku zdobywał mistrzostwa w Formule 3 i Formule 2.

### Formuła 1
Jeszcze w czasie trwania sezonu w F2, Bortoleto podpisał kontrakt z zespołem Stake F1 Team Kick Sauber. Jednocześnie przestał pełnić obowiązki kierowcy testowego McLarena. W Formule 1 zadebiutował podczas Grand Prix Australii. Na 45. okrążeniu Bortoleto rozbił swój samochód. W kolejnych wyścigach kończył rywalizację w drugiej połowie stawki, nie zdobywając żadnych punktów. Po raz pierwszy Brazylijczyk zapunktował podczas Grand Prix Austrii, zajmując ósme miejsce.

## Wyniki
| Legenda oznaczeń w tabelach wyników Wyświetl szablon na nowej stronie | Legenda oznaczeń w tabelach wyników Wyświetl szablon na nowej stronie                                                                     |
| Oznaczenie                                                            | Wyjaśnienie |
| --------------------------------------------------------------------- | --- |
| Złoty                                                                 | Zwycięzca lub mistrzostwo |
| Srebrny                                                               | 2. miejsce lub wicemistrzostwo |
| Brązowy                                                               | 3. miejsce lub II wicemistrzostwo |
| Zielony                                                               | Ukończył, punktował (w klasyfikacji generalnej, gdy zdobył co najmniej jeden punkt na przestrzeni sezonu, poza trzema powyższymi opcjami) |
| Niebieski                                                             | Ukończył, nie punktował (w klasyfikacji generalnej, gdy nie zdobył co najmniej jednego punktu na przestrzeni sezonu)                      |
| Czerwony                                                              | Nie zakwalifikował się (NZ) |
| Czerwony                                                              | Nie prekwalifikował się (NPK) |
| Różowy                                                                | Nie ukończył (NU) |
| Różowy                                                                | Niesklasyfikowany (NS) (w klasyfikacji generalnej, gdy nie został sklasyfikowany w żadnym wyścigu sezonu)                                 |
| Czarny                                                                | Zdyskwalifikowany (DK) |
| Czarny                                                                | Wykluczony (WYK/EX) |
| Biały                                                                 | Nie wystartował (NW) |
| Biały                                                                 | Kontuzjowany (K/INJ) |
| Biały                                                                 | Wyścig odwołany (OD/C) |
| Bez koloru                                                            | Został wycofany (WYC/WD) |
| Bez koloru                                                            | Nie przybył (NP/DNA) |
| Bez koloru                                                            | Nie brał udziału w treningach (NT/DNP) |
| Bez koloru                                                            | Nie został zgłoszony (–) |
| Pogrubienie                                                           | Start z pole position |
| Kursywa                                                               | Najszybsze okrążenie wyścigu |
| †                                                                     | Nie ukończył, ale jego rezultat został zaliczony ze względu na przejechanie więcej niż 90% dystansu wyścigu.                              |
| *                                                                     | Sezon w trakcie |
| 1/2/3                                                                 | Punktowana pozycja w sprincie |
| Lista systemów punktacji Formuły 1                                    | |

### Formuła 1
| Rok  | Zespół                    | Samochód        | Silnik         | Wyniki w poszczególnych eliminacjach | Wyniki w poszczególnych eliminacjach | Wyniki w poszczególnych eliminacjach | Wyniki w poszczególnych eliminacjach | Wyniki w poszczególnych eliminacjach | Wyniki w poszczególnych eliminacjach | Wyniki w poszczególnych eliminacjach | Wyniki w poszczególnych eliminacjach | Wyniki w poszczególnych eliminacjach | Wyniki w poszczególnych eliminacjach | Wyniki w poszczególnych eliminacjach | Wyniki w poszczególnych eliminacjach | Wyniki w poszczególnych eliminacjach | Wyniki w poszczególnych eliminacjach | Wyniki w poszczególnych eliminacjach | Wyniki w poszczególnych eliminacjach | Wyniki w poszczególnych eliminacjach | Wyniki w poszczególnych eliminacjach | Wyniki w poszczególnych eliminacjach | Wyniki w poszczególnych eliminacjach | Wyniki w poszczególnych eliminacjach | Wyniki w poszczególnych eliminacjach | Wyniki w poszczególnych eliminacjach | Wyniki w poszczególnych eliminacjach | Punkty | Pozycja |
| ---- | ------------------------- | --------------- | -------------- | ------------------------------------ | ------------------------------------ | ------------------------------------ | ------------------------------------ | ------------------------------------ | ------------------------------------ | ------------------------------------ | ------------------------------------ | ------------------------------------ | ------------------------------------ | ------------------------------------ | ------------------------------------ | ------------------------------------ | ------------------------------------ | ------------------------------------ | ------------------------------------ | ------------------------------------ | ------------------------------------ | ------------------------------------ | ------------------------------------ | ------------------------------------ | ------------------------------------ | ------------------------------------ | ------------------------------------ | ------ | ------- |
| 2025 | Stake F1 Team Kick Sauber | Kick Sauber C45 | Ferrari 066/12 | Australia                            |                                      | Japonia                              | Bahrajn                              | Arabia Saudyjska                     | Stany Zjednoczone                    | Emilia-Romania                       | Monako                               | Hiszpania                            | Kanada                               | Austria                              | Wielka Brytania                      | Belgia                               | Węgry                                | Holandia                             | Włochy                               | Azerbejdżan                          | Singapur                             | Stany Zjednoczone                    | Meksyk                               |                                      | Stany Zjednoczone                    | Katar                                |                                      | 14*    | 17*     |
| 2025 | Stake F1 Team Kick Sauber | Kick Sauber C45 | Ferrari 066/12 | NU                                   | 1418                                 | 19                                   | 18                                   | 18                                   | NU15                                 | 18                                   | 14                                   | 12                                   | 14                                   | 8                                    | NU                                   | 9                                    | 6                                    |                                      |                                      |                                      |                                      |                                      |                                      |                                      |                                      |                                      |                                      | 14*    | 17*     |